# Крушельницька Ганна Амвросіївна

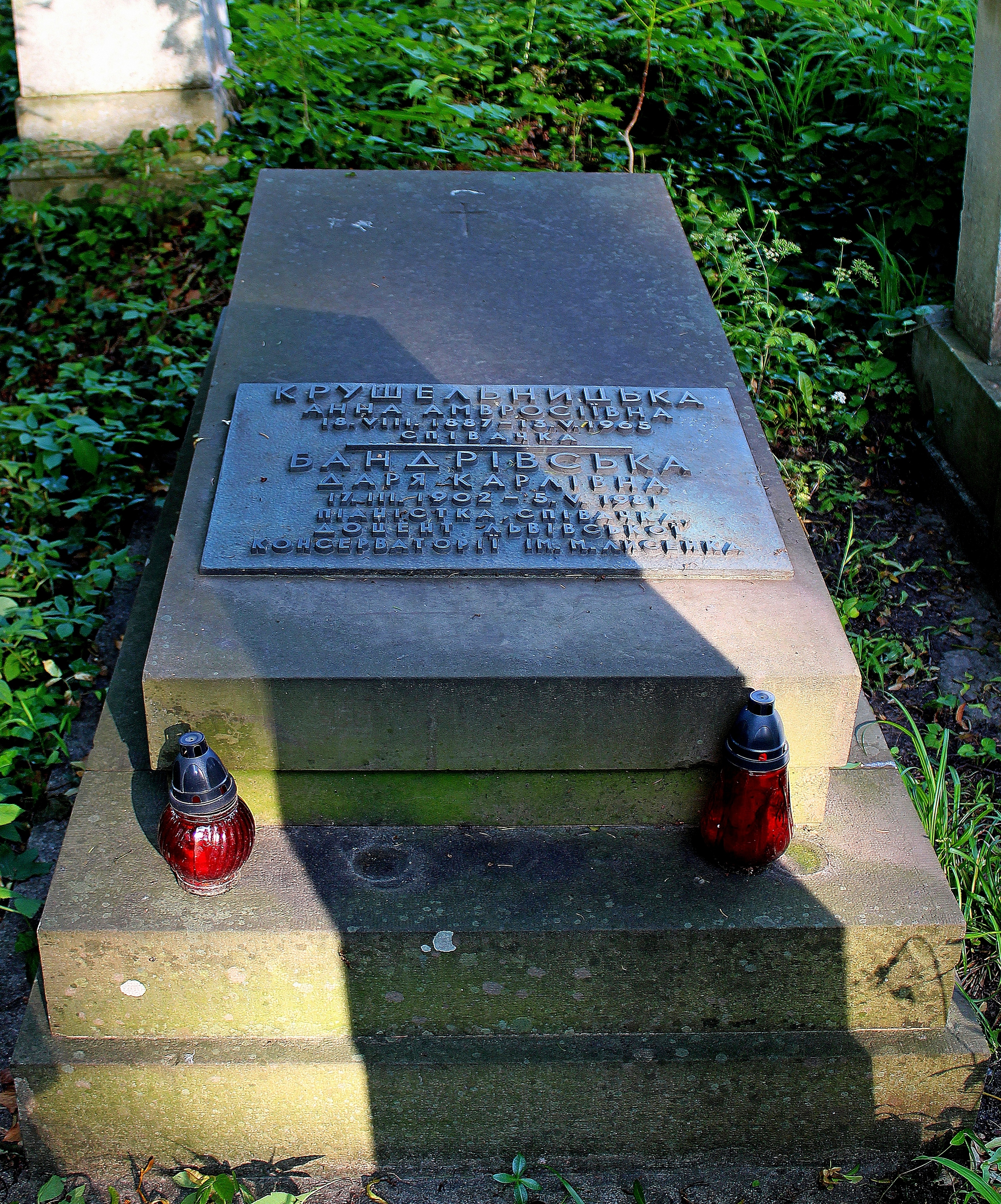
Могила Ганни Крушельницької на 4 полі Личаківського цвинтаря у Львові

Ганна Амвросіївна Крушельницька гербу Сас (18 серпня 1887, с. Білявинці, нині Тернопільського району Тернопільської області — 13 травня 1965, Львів) — українська оперна і концертна співачка (сопрано). Сестра Соломії Крушельницької.

## Життєпис
Батько — о. Амвросій Крушельницький — греко-католицький священник, громадський діяч. Мати — Теодора-Марія Савчинська, донька священника, письменника Григорія Савчинського. Хрещений батько — Олександр Барвінський, громадсько-політичний діяч Галичини, історик, педагог.
Закінчила Вищий музичний інститут у Львові (1904) та Міланську консерваторію (1912). У 1907—1914 роках співала на оперних сценах Варшави, Львова, Мілана, Венеції, Рима та інших.
У 1914—1928 роках виступала також як концертна співачка. Брала участь у ювілейних концертах Тараса Шевченка (1901—1906), Миколи Лисенка (1903) та Івана Франка (1913) у Львові.
Внаслідок пережитих стресів лікувалася за сприяння сестри Соломії від нервового розладу. Після Першої світової війни повернулася до Галичини. 8 травня 1922 року разом зі співачкою Одаркою Бандрівською і композитором Василем Барвінським виступила в концерті, збір коштів з якого був перерахований для українських людей з інвалідністю.
У 1928 році залишила сцену. Востаннє виступала у Гребенові. Проживала за радянської влади в будинку на тодішній вулиці Чернишевського, 23.
Похована у Львові, на 4 полі Личаківського цвинтаря.

## Творчість, репертуар
Мала голос красивого «віолончельного» тембру і відмінну вокальну школу.

### Оперні партії
- Наталка, Маруся («Наталка Полтавка», «Чорноморці» Миколи Лисенка),
- Оксана («Запорожець за Дунаєм» Семена Гулака-Артемовського),
- Ірис («Ірис» П'єтро Масканьї),
- Зіглінда, Єлизавета («Валькірія», «Тангойзер» Ріхарда Вагнера),
- Мікаела («Кармен» Жоржа Бізе),
- Мімі («Богема» Джакомо Пуччіні).

### Концертний репертуар
Виконувала твори Петра Чайковського, Джузеппе Верді, Джакомо Пуччіні, Ріхарда Вагнера, Василя Барвінського, Миколи Лисенка, Станіслава Людкевича, Остапа Нижанківського, Дениса Січинського.

### Записи
Записала на грамплатівки 3 українські пісні — «З мого тяжкого болю», «Ой місяцю, місяченьку», «Широкий лист на дубочку» (Львів, «Граммофон», 1904, 1905).